# 典當業展示館
典當業展示館（Espaço Patrimonial uma Casa de Penhores Tradicional），是位於澳門亞美打利庇盧大馬路396號與庇山耶街59號交界的展示館，原為從事典當業的德成按（Casa De Penhores Tak Seng On）。典當業展示館為政府與民間合作的博物館，是文化會館的一部分。其房產屬私人物業，管理則由澳門文化局負責。

## 历史
典當業展示館原乃澳門富商高可寧之物業，建於1917年（即民國六年）。自1993年德成按結業後，物業一直空置。及至2000年，業主有意將其出售及將建築物改建。其後澳門政府主動與業主接洽，並協定政府出資140萬元進行修葺。修葺成現時模樣後，政府可利用當樓的底層以及貨樓作為典當業展示館；當樓的其他層及相鄰的富衡銀號，則交由業主使用。典當業展示館於2003年3月21日正式開放，儀式由文化局長何麗鑽、著名作家金庸、專欄作家蔡瀾等主持開幕。此修復文物項目，曾獲2004年聯合國教科文組織亞太區文物古蹟保護獎榮譽獎（Honourable Mention）。

## 展品
雖然典當業乃古老的行業，但現代基本上已逐漸式微。典當業展示館的當樓與塔樓僅100多平方米，建築物結構為較完整的當鋪建築，分為當樓和貨樓兩部分。典當業展示館通過一系列具歷史圖片、格局（包括遮羞板和票檯位等）、裝飾（包括「蝠鼠吊金錢」的牌匾和掛大紅燈籠等）和40多件典當記錄工具等，將傳統典當業的風貌展示出來。

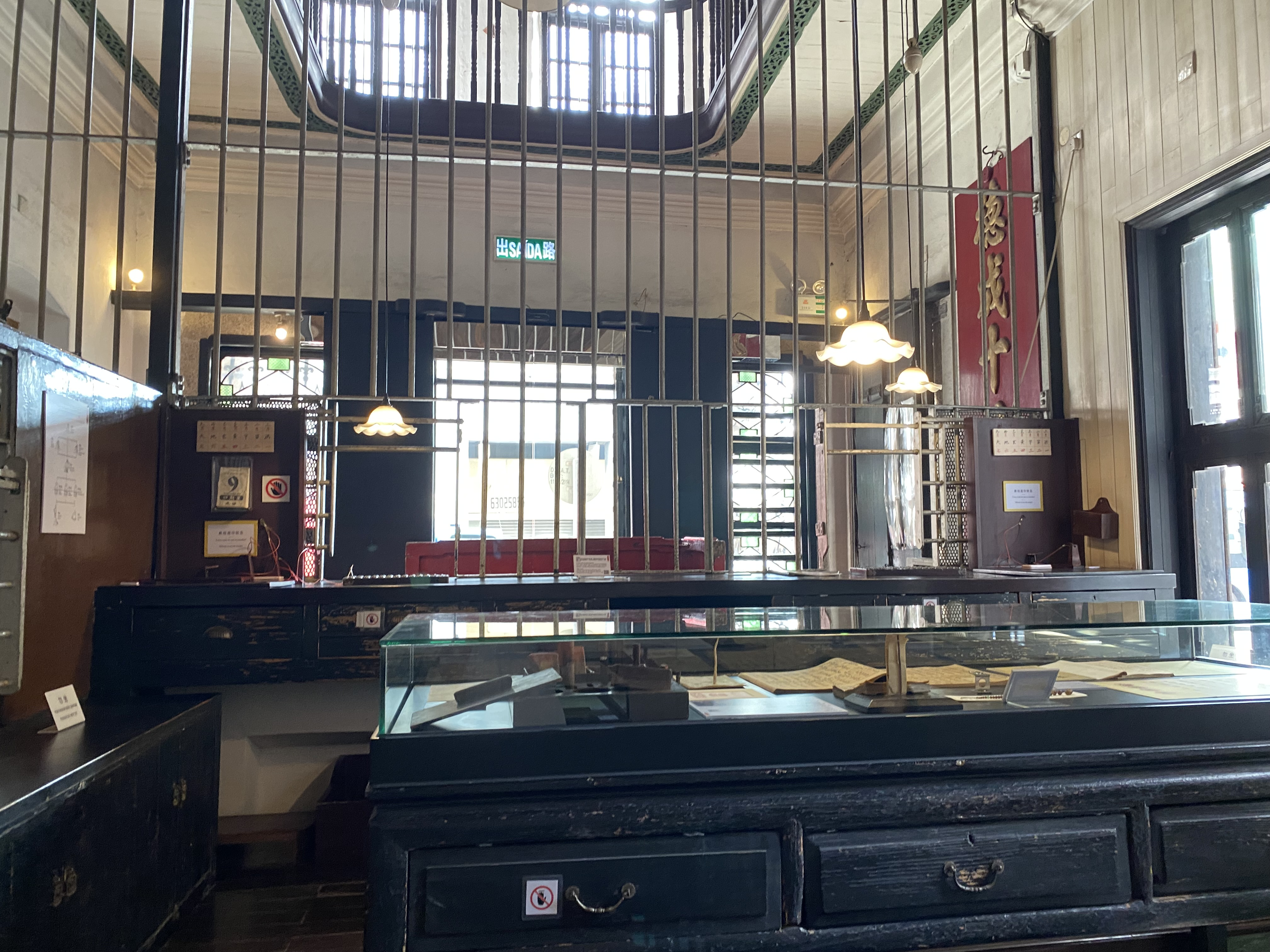
當樓
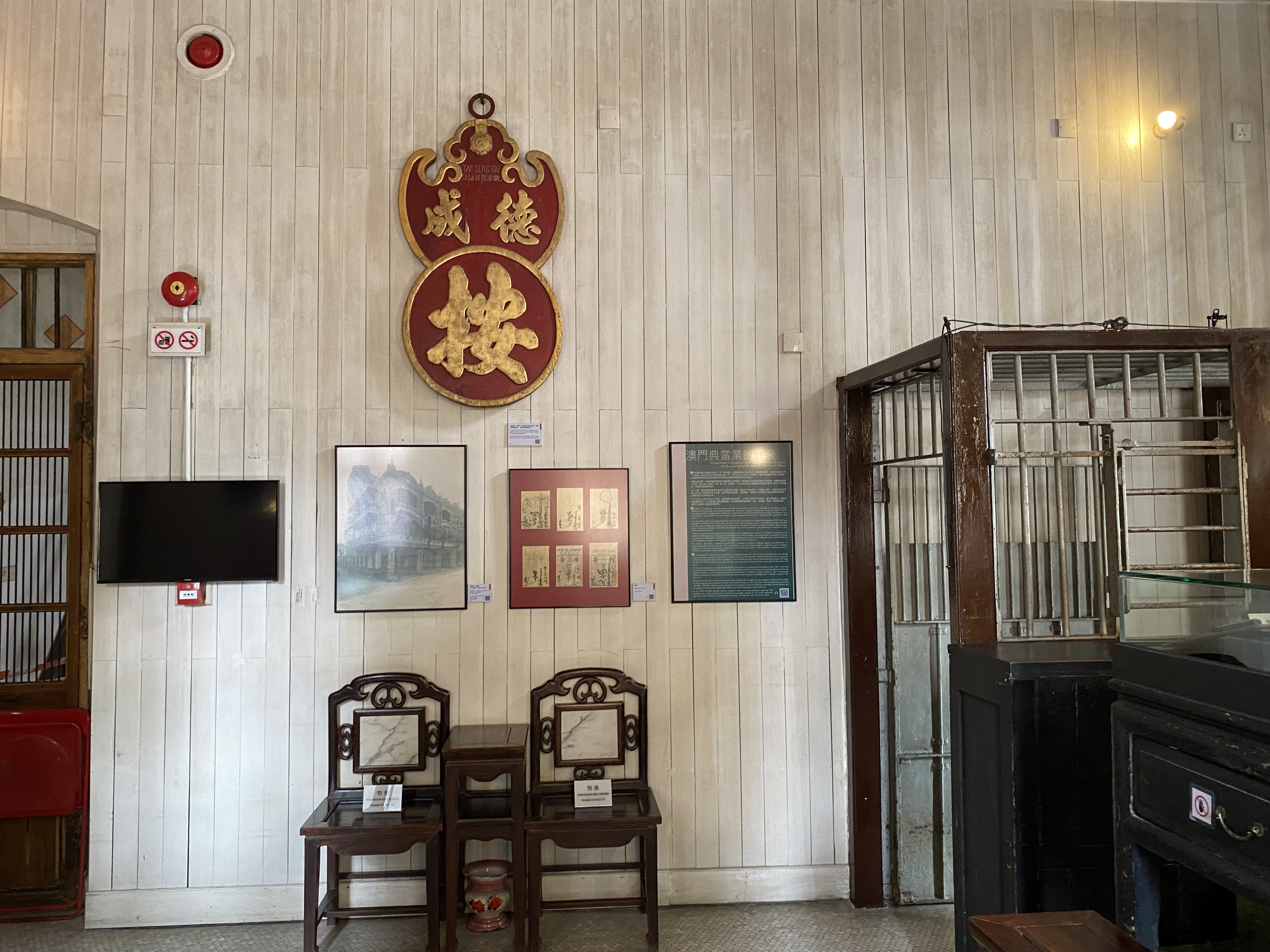
典當業展示館
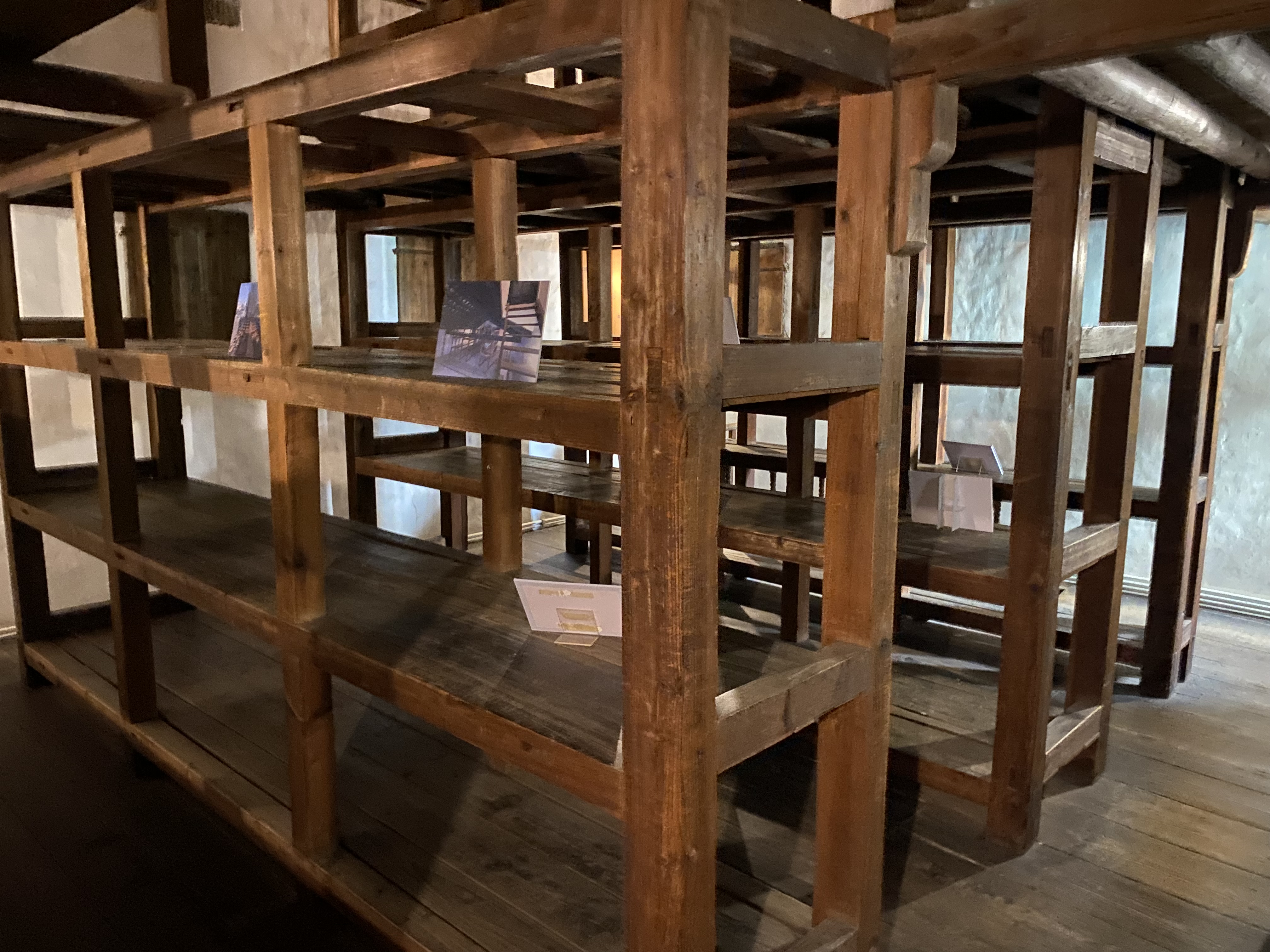
貨樓
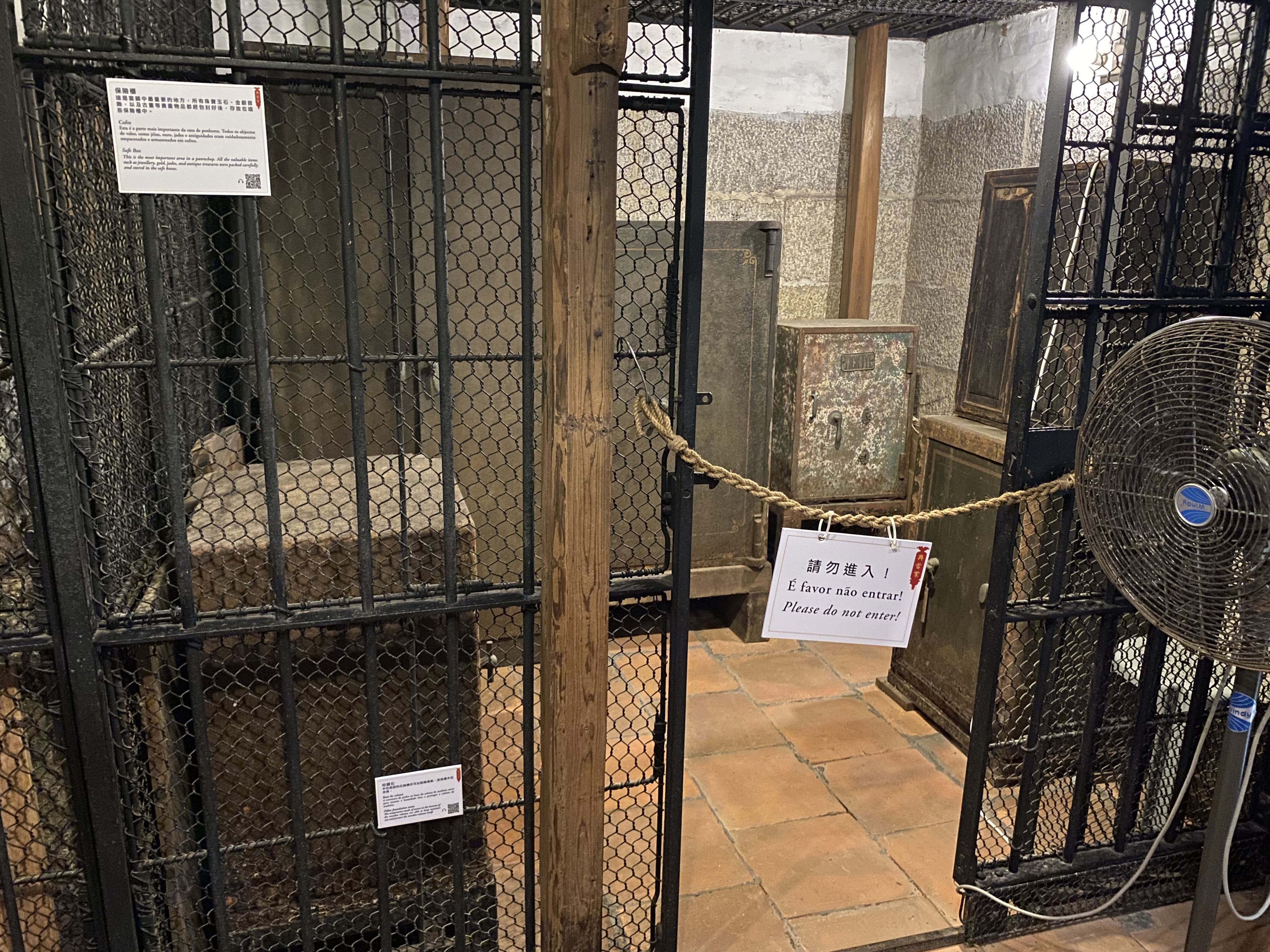
保險櫃

## 相關資訊
- 開放時間：上午10:30至晚上7:00（每月首個星期一休館）
- 入場費：免費入場

## 外部連結
- 文化會館